# Miranda Kerr
Miranda May Kerr (Sydney, Austràlia, 20 d'abril de 1983), és una model i actriu australiana, coneguda per ser un dels àngels de Victoria's Secret. També ha treballat amb Portmans i David Jones Limited.
El 13 de maig de 2010, Forbes publicà que Miranda Kerr era la novena en la classificació de Les 10 models més ben pagades del Món amb un sou de 4 milions de dòlars.

## Biografia
Miranda Kerr ha desfilat en les principals passarel·les, fins que a finals de 2006, va fitxar com un dels ‘àngels' de l'empresa de llenceria Victoria's Secret. A més, ha estat la imatge de les empreses Maybelline Nova York, Levi's, Johnson & Johnson o Portmans, entre d'altres. El 2003 va començar a treballar per l'agència Madison Model Paris, la carrera de Miranda va començar amb una campanya publicitaria per Ober Jeans Paris amb el fotògraf Erick Seban-Meyer.

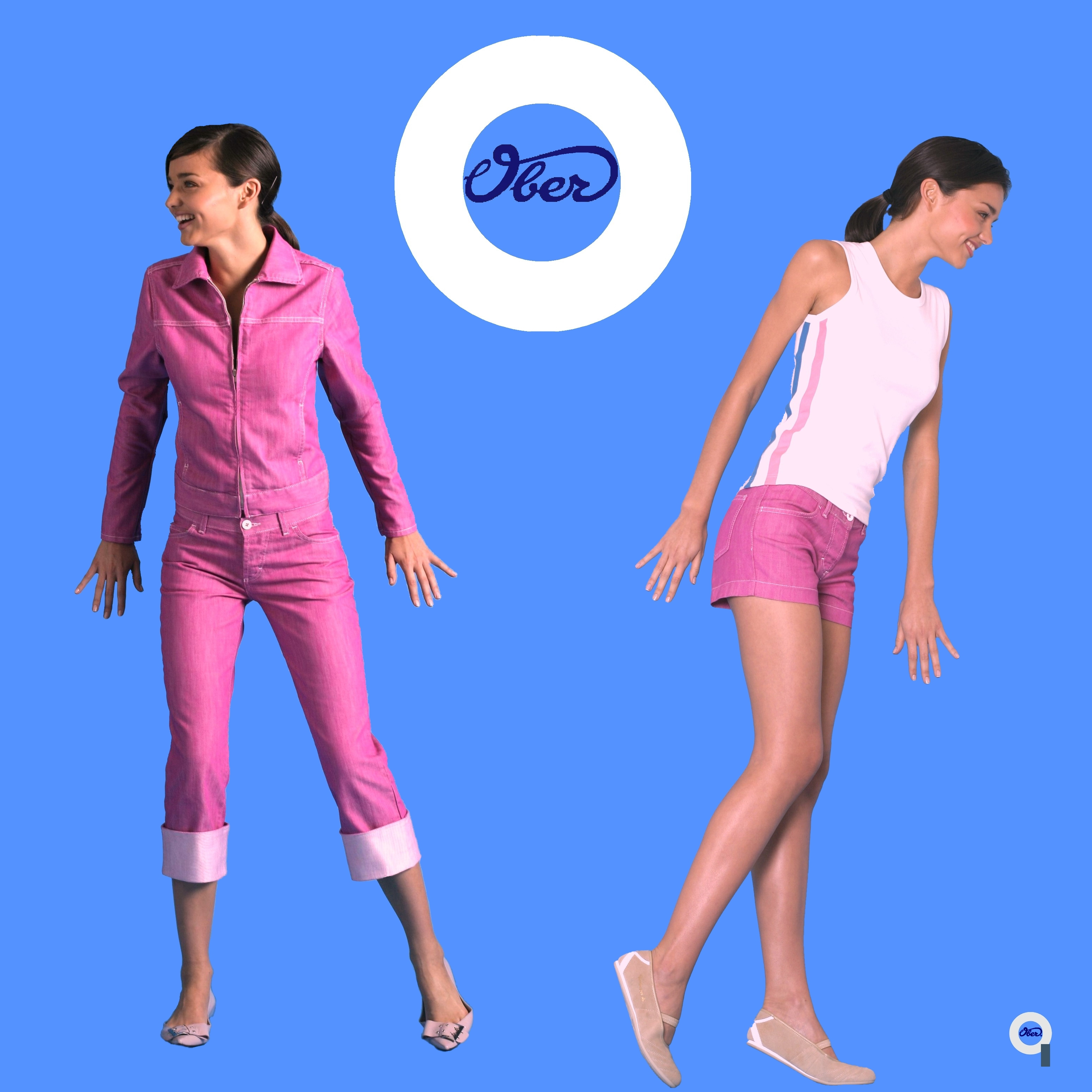
Miranda Kerr for Ober Jeans (c) Erick Seban-Meyer

Des de 2007, mantenia una relació amb l'actor Orlando Bloom, amb qui es va casar el 2010 i hi té un fill. Des de la Primavera-Estiu de 2013, és la model dels catàlegs i campanyes de MANGO, substituint Kate Moss.